# 紙一重りんちゃん
『紙一重りんちゃん』 （かみひとえりんちゃん）は、長崎ライチによる日本の4コマ漫画作品（一部除く）。『ハルタ』（KADOKAWA／エンターブレインブランド）にて連載。
秀才だがどこか突飛な言動を繰り出す小学生のりんちゃんを中心に、家族や友人達との日常を描いたギャグ漫画。原型となったのは2007年春、竹書房の4コマ漫画雑誌『まんがくらぶオリジナル』の企画「4コマまんが新人賞第1回Y-1グランプリ」で4月期月間賞を獲得した作品であり、『まんがくらぶオリジナル』2007年8月号およびライブドアのウェブコミック配信サイト『Livedoor デイリー4コマ』に掲載されていた。
一部設定を変更の上、2019年7月発売の『ハルタ』volume66より2022年3月発売のvolume92まで連載。同誌での連載は『ふうらい姉妹』以来の2作目となる。
作品は前作『ふうらい姉妹』と同様に、原則として4コマ漫画数作に1コマ漫画を扉絵として配し一話とする構成で、各話は「第○回」（○の部分は漢数字）の形式でカウントされている。また一部回ではストーリー漫画の形式をとることもある。

## 登場人物

### 山咲家
山咲 りんどう（やまさき りんどう）／りんちゃん
主人公。黒髪おかっぱの小学五年生。学校では委員長をつとめ成績優秀で「全国模試1位の神童」とも呼ばれるが、独特の発想からおかしな会話や行動をする事が多く、同級生にも「ちょっと足りない」と言われている。基本的には純粋な性格で友達思い。好きな準惑星はマケマケ。
字がヘタなので書道を習いたいと思い「書道教室あっぱれ」に通う。
ママ
りんちゃんの母。りんちゃんとパパを優しく見守り、娘が面倒な事を言い出した時にはお菓子をあげて話題を逸らすなど、上手くあしらっている。
パパ
りんちゃんの父。玩具メーカー勤務で、りんちゃん曰く「技術開発部長 兼 営業部長 兼 謝罪部長」。外見は端正だがもっとも言動がお馬鹿。
作者の短編作品『そそうえくん』の設定を一部引き継いでいる。
田中・ Z・クリーム（たなか・ズイイ〜・クリーム）
パパの会社で秘密裏に開発された「最新AIだと言い張れ型」のスマートスピーカー。りんちゃん達には「クリームちゃん」と呼ばれる。
たまに毒舌や冗談を言ったり、ポエムや子守唄を披露したりする。

### 同級生・その他
こだまちゃん
りんちゃんの親友。頭頂部に結った髪が特徴。基本的にツッコミ役だが、りんちゃんの思い付きの遊びに付き合い興じる事もある。出生時に母を亡くし父子家庭。
『ふうらい姉妹』で、雑貨屋店主として同名のキャラクターが登場している。
くず子ちゃん
りんちゃんに50円を借りて返さなかったり、嘘や悪口を吹き込む。
琴海（ことみ）
りんちゃんの隣の席の男子。りんちゃんからバレンタインチョコ（大きな段ボールに小さなチョコ一個）をもらう。
モテ杉 涼（モテすぎ りょう）
非常にモテる男子。バレンタインにいつも多くのチョコをもらい持ち帰るのが大変なため、モテないようあえて王子様のような衣装（バルーンパンツに蛇腹の襟飾り）で登校した。
あだ名は「ムーン」（リレーでゴール寸前にムーンウォークをしたため）。
かつみ
「書道教室あっぱれ」の先生。「字がヘタな方への同情心のみでやっている」との事で月謝は0円（ただし本人も字がヘタ）。
性別不明で、趣味も「女装と男装」と語る。

## 書誌情報
- 長崎ライチ 『紙一重りんちゃん』 発行：KADOKAWA／エンターブレイン〈ハルタコミックス〉、全2巻。
  1. 2021年8月12日発行、ISBN 978-4-04-736636-7
  2. 2022年5月13日発行、ISBN 978-4-04-737050-0